# Adphytocoris
Adphytocoris is een geslacht van wantsen uit de familie van de Miridae (Blindwantsen). Het geslacht werd voor het eerst wetenschappelijk beschreven door de Melo Carvalho & Da Penha Gomes in 1969.

## Soorten
Het genus bevat de volgende soorten:

- Adphytocoris collinus (Distant, 1893)
- Adphytocoris culatensis Carvalho & Costa, 1992
- Adphytocoris longilineus Carvalho & Gomes, 1969
- Adphytocoris montanus (Distant, 1893)
- Adphytocoris negrescens Carvalho & Costa, 1992
- Adphytocoris paramensis Carvalho & Costa, 1990